# フラヴィオ・アマド
フラヴィオ（Flávio）こと、フラヴィオ・ダ・シルヴァ・ドス・サントス・アマド（Flávio da Silva dos Santos Amado, 1979年12月30日- ）は、アンゴラ・ルアンダ出身の同国代表の元サッカー選手。現役時代のポジションはフォワード。

## 経歴

### クラブ
アンゴラの首都ルアンダで生まれる。1999年に地元の強豪クラブペトロ・アトレティコ・ルアンダでプロデビューすると2000年、2001年には得点王に輝きチームの二連覇に貢献した。
2005年、エジプトの強豪アル・アハリに移籍。在籍中、得点王2回・CAFチャンピオンズリーグ優勝3回・リーグ優勝四連覇し、FIFAクラブワールドカップでは、北中米王者CFパチューカ・南米王者SCインテルナシオナルといった格上相手にゴールを挙げるなど活躍した。
2012年にはIFFHSが発表した世界最多得点者ランキング8位に選ばれた。世界の名だたる選手がいる中でのランクインに驚きをもって伝えられた。

### 代表
2006 FIFAワールドカップ・イラン代表戦、ワールドカップでのアンゴラ代表最初のゴールを決めた。このゴールが2006 FIFAワールドカップ唯一の得点でもある。

## 代表歴

### 出場大会
- アンゴラ代表
  - 2006 FIFAワールドカップ

### 試合数
- 国際Aマッチ 86試合 34得点（2000年-2012年）[4]

| アンゴラ代表 | 国際Aマッチ | 国際Aマッチ |
| 年           | 出場        | 得点        |
| ------------ | ----------- | ----------- |
| 2000         | 1           | 0           |
| 2001         | 10          | 2           |
| 2002         | 5           | 0           |
| 2003         | 7           | 2           |
| 2004         | 7           | 3           |
| 2005         | 8           | 3           |
| 2006         | 9           | 6           |
| 2007         | 7           | 5           |
| 2008         | 13          | 6           |
| 2009         | 9           | 2           |
| 2010         | 4           | 3           |
| 2011         | 2           | 1           |
| 2012         | 4           | 1           |
| 通算         | 86          | 34          |

## タイトル

### クラブ
ペトロ・アトレティコ
- ジラボーラ 2000,01
- タッサ・デ・アンゴラ 2000,02
- スーペルテッサ・デ・アンゴラ（英語版） 2002,13

アル・アハリ
- CAFチャンピオンズリーグ 2005,06,08
- エジプト・プレミアリーグ 2005-06,06-07,07-08,08-09
- CAFスーパーカップ 2006,07,09
- エジプト・カップ 2005-06,06-07
- エジプト・スーパーカップ 2005,06,07,08

### 個人
- CAFチャンピオンズリーグ最優秀選手 : 2001
- アンゴラン・チャンピオンシップ得点王 : 2001, 2002
- エジプト・プレミアリーグ得点王 : 2006-07, 2008-09